# Gazelle (empresa de internet)

Logotipo de Gazelle, Inc.

Gazelle es una compañía de negocios en línea fundada en 2006 la que permite a las personas vender sus aparatos electrónicos usados, tales como teléfonos celulares, tabletas y computadores. La compañía paga a los consumidores por aparatos electrónicos usados o rotos. Tiene sus oficinas centrales en Boston, Massachusetts con operaciones en Louisville, Kentucky.

## Historia
Gazelle fue fundada en 2006 por Israel Ganot, Rousseau Aurelien y James McElhiney. Gazelle.com fue lanzada en 2008 y formó $46 millones en fondos de Venrock, Rockport Capital, Physic Ventures y Craton Equity Partners.
La oficina corporativa de la compañía está localizada en Boston, MA con más de 50 empleados.   En junio de 2013, el consumidor minorista de electrónicos abrió su primer centro de procesamiento en Louisville, KY. El almacén opera con aproximadamente 150 empleados.   En el 2013, la compañía superó los $100 millones en ingresos, creciendo a un ritmo de 150 por ciento.   En noviembre de 2014, Gazelle abrió una tienda para vender dispositivos con certificados de pre-propiedad directo a los consumidores.  
Desde su lanzamiento, Gazelle ha pagado $200 millones a los consumidores por sus arparatos usados, impidiendo que la electro-basura termine en los vertederos, y ha aceptado más de 2 millones de artículos de más de 1 millón de usuarios.
El 10 de noviembre de 2015, la adquisición de Gazelle por Outerwall Inc, propietario de ecoATM, otro reciclador de electrónicos, se hizo oficial.

## Reconocimientos y premios
- Gazelle alcanzó el galardón por alcanzar los dos millonésimos aparatos en mayo de 2014.
- Gazelle fue estimada dentro de la carrera de las 500 compañías incorporadas de más rápido crecimiento por los últimos tres años.
- En 2012, Gazelle clasificó como la #28 entre las 100 primeras en Productos al Consumidor & Compañías de Servicios, el #16 entre las 100 mejores Compañías de Massachusetts, y #15 en las del Área del Metro de Boston.